# Claus Silfverberg
Claus W. Silfverberg (født 12. januar 1948) er en dansk erhvervsmand.
Han er student fra Gammel Hellerup Gymnasium 1967, civiløkonom, HA & HD(a) og tidligere administerende direktør i DMC A/S og SCAN-POST A/S.
Fra 1995 til 2007 var han direktør i Dansk Aktionærforening.